# Orłowa Góra (Białoruś)
Orłowa Góra (biał. Арлова Гара; ros. Орлова Гора) – wieś na Białorusi, w obwodzie grodzieńskim, w rejonie szczuczyńskim.
W latach 1921–1939 wieś należała do gminy Berszty, w powiecie grodzieńskim województwa białostockiego.
Według Powszechnego Spisu Ludności z 1921 roku wieś zamieszkiwało 25 osób, wśród których 1 było wyznania rzymskokatolickiego a 24 prawosławnego. Jednocześnie wszyscy mieszkańcy zadeklarowali białoruską przynależność narodową. Były tu 3 budynki mieszkalne.